# Nima Nakisza
Nima Nakisza (perzsául: نیما نکیسا; Teherán, 1975. május 1. –) iráni labdarúgókapus.